# Xerolycosa nemoralis
La araña lobo del bosque (Xerolycosa nemoralis) es una especie de araña lobo que se encuentra desde Europa occidental hacia el este hasta el Pacífico.

## Descripción
El macho tiene el bulbo palpal hinchado tan largo como ancho en la base. Los surcos del escudo genital son más anchos que largos. El prosoma es de color marrón, con una franja mediana brillante, que tiene márgenes paralelos con pelo blanco. El esternón es de color marrón oscuro y las patas son de un marrón oscuro uniforme, casi negro. El opistosoma es de color marrón oscuro con una mancha cardíaca un poco más oscura.
Los machos tienen 4,5-5,7 milímetros (0,2-0,2 plg) de longitud, las hembras más grandes 5-7,5 milímetros (0,2-0,3 plg).

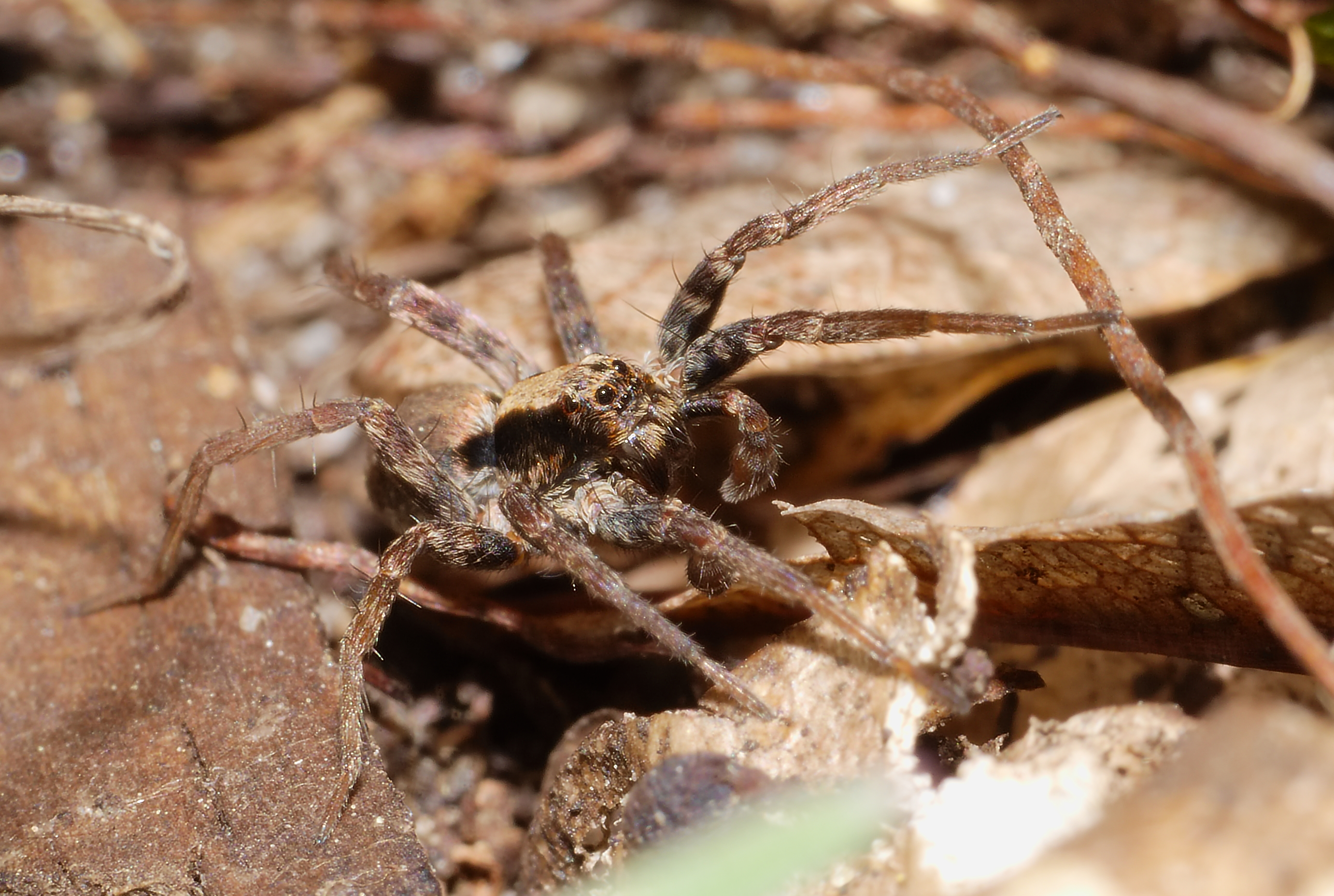
Macho

## Hábitat y ecología
La araña vive en la hojarasca seca y la corteza en áreas soleadas con matorrales o claros en bosques, en pastizales pedregosos de tiza con un césped corto, en brezales quemados (hasta aproximadamente cuatro años después de que se quemó el brezal) o en parcelas terreno desnudo en brezales más viejos. X. nemoralis se ha producido en grandes cantidades en sitios artificiales con escasa vegetación, como lastre del ferrocarril, casi con exclusión de otras arañas lobo. En Europa continental, se puede encontrar en los bordes soleados de bosques de coníferas hasta 1800 m sobre el nivel del mar. Se sabe que las hembras de Xerolycosa nemoralis excavan depresiones poco profundas en el suelo.
En Gran Bretaña, X. nemoralis está activo desde finales de marzo hasta el verano y mediados de septiembre. Los machos emergen antes que las hembras y los últimos ejemplares en otoño son hembras.

## Distribución
X. nemoralis se distribuye ampliamente en Europa desde el sureste de Inglaterra hasta Rusia. Y a través del Paleártico hasta Kamchatka y Honshu, al sur hasta Azerbaiyán.